# Aeropuerto de Santa Rosa
El Aeropuerto de Santa Rosa (FAA: RSA - IATA: RSA - OACI: SAZR), es un aeropuerto que se encuentra ubicado a unos 5 km hacia el noreste del centro de Santa Rosa, en la provincia de La Pampa, en Argentina.
El nombre del aeropuerto es Papa Francisco, Proyecto presentado por el diputado Maximiliano Aliaga

## Accesos
Al aeropuerto se accede por la Ruta Nacional 35 km 330 (L6300) y sus coordenadas son latitud 36° 35' 31" S y longitud 64° 16' 46" O.

## Infraestructura
El área total del predio es de 208 ha aproximadamente y su categoría OACI es 4C.
- Pistas: 
  - Longitud: 2300 metros (asfalto)
  - Superficie: 69.000 m²
- Calles de rodaje: 1.920 m²
- Plataformas: 11.380 m²
- Terminal de pasajeros: 485 m²
- Hangares: 1.198 m²
- Estacionamiento vehicular: 3.750 m² (88 vehículos)

## Historia
Las primeras informaciones datan de la década del '40. En esa época el predio contaba con unas 100 ha, su pista era de tierra y poseía un edificio de sala de espera y una estación radiotelegráfica.
El 1 de septiembre de 1940 se inauguró oficialmente el primer servicio regular aéreo entre El Palomar y Esquel, llamado Línea Aérea Militar del Sudoeste, con una frecuencia semanal, con escalas en Neuquén y San Carlos de Bariloche. El servicio era cubierto con aeronave Junkers, trimotores pertenecientes al Ejército. En 1949 las pistas son asfaltadas y se construye la torre de control, la pista principal se extendió de 500 a 2100 metros. Se construyen las plataformas y el edificio de embarque, convirtiéndose en un moderno aeropuerto, siendo inaugurado el 17 de septiembre por el entonces Presidente Juan Domingo Perón.
De esa misma época, existen referencias sobre la construcción del hangar del Aero Club Pampeano, que cuenta en la actualidad con 5 aviones para la práctica de la aeronavegación.
Con posterioridad, LADE, Aerolíneas Argentinas y Austral cubrieron en forma regular los servicios de pasajeros.
En 1971 se inauguraron nuevas instalaciones compuestas por un edificio operativo -Torre de Control, Comunicaciones y Servicios contra Incendio- y la aeroestación que se utiliza aún hoy.[cita requerida] En 1996 se dotó al aeropuerto con un nuevo VOR y con el sistema de aterrizaje por instrumentos ILS, para una mayor seguridad en las operaciones aéreas.
El 5 de marzo de 1999 se hizo cargo Aeropuertos Argentina 2000, concesionaria de otros 31 aeropuertos en el país.
Desde ese entonces han operado Austral, luego Aerolíneas Argentinas, con Douglas DC-9 y Boeing 737 respectivamente hasta noviembre de 1999; Southern Winds con Dash 8 y LAER con Jetstream y ATR42. El pico de movimientos de pasajeros se produjo en agosto de 1999 con 5.000 pasajeros, repartidos entre dos vuelos de Southern Winds y uno de Aerolíneas Argentinas.[cita requerida]
Actualmente es base operativa de medios aéreos del Plan Nacional de Manejo del Fuego.
En noviembre de 2017, la comisión de Legislación General aprobó por unanimidad establecer la denominación "Papa Francisco" al Aeropuerto de Santa Rosa, ubicado en el kilómetro 330 de la ruta nacional 35.
La iniciativa, impulsada por el diputado Maximiliano Aliaga (Cambiemos-PRO), aposto a destacar la figura de Jorge Mario Bergoglio, un jesuita argentino y arzobispo de Buenos Aires. Se trata del primer Papa americano, hispanohablante y el primer jesuita en ser pontífice. 

## Aerolíneas y destinos

### Destinos nacionales
| Ciudades     | Aeropuerto               | Aerolíneas            |
| Argentina    | Argentina                | Argentina             |
| ------------ | ------------------------ | --------------------- |
| Buenos Aires |                          |                       |
| Buenos Aires | Aeroparque Jorge Newbery | Aerolíneas Argentinas |

## Estadísticas
| Ranking | Ciudad                               | Pasajeros (2017) | Pasajeros (2018) | Pasajeros (2019) | Variación | Aerolíneas            |
| ------- | ------------------------------------ | ---------------- | ---------------- | ---------------- | --------- | --------------------- |
| 1       | Buenos Aires (Aeroparque), Argentina | 45.025           | 45.759           | 48.380           | +5,73     | Austral Líneas Aéreas |

## Aerolíneas y destinos que cesaron operaciones
- Austral Líneas Aéreas (Aeroparque)
- LASA (Neuquén)